# Christoph Nösig
Christoph Nösig , né le 19 juin 1985, est un skieur alpin autrichien. Il est spécialiste du slalom géant.

## Carrière
Christoph Nösig débute dans les compétitions de la FIS lors de l'hiver 2000-2001. En 2006, il enlève son premier titre national lors du combiné. Il apparait pour la première fois dans une course en Coupe du monde le 7 décembre 2008 à Beaver Creek avant de marquer ses premiers points quelques semaines plus tard au slalom géant de Sestrières. C'est dans cette spécialité qu'il gagne deux manches de la Coupe d'Europe durant l'hiver 2009-2010, remportant ainsi le classement du slalom géant. Il va obtenir de meilleurs résultats lors de la saison 2012-2013, réalisant trois tops 10 en Coupe du monde dans des slaloms géants dont une sixième place aux Finales de Lenzerheide. 
Lors des Championnats du monde 2015, il participe activement à la victoire des Autrichiens dans l'épreuve par équipes.

## Palmarès

### Championnats du monde
| Édition / Épreuve          | Slalom  | Par équipes |
| -------------------------- | ------- | ----------- |
| Mondiaux 2015 Beaver Creek | Abandon | Or          |

### Coupe du monde
- Meilleur classement général : 43e en 2013.
- Meilleur classement en slalom géant : 12e en 2013.
- Meilleur résultat : 6e.

#### Différents classements en Coupe du monde
| Année     | Classement général final | Classement en slalom géant |
| 2008-2009 | 141e                     | 48e                        |
| 2009-2010 | 92e                      | 27e                        |
| 2010-2011 | 150e                     | 47e                        |
| 2012-2013 | 43e                      | 12e                        |
| 2014-2015 | 86e                      | 24e                        |
| 2015-2016 | 86e                      | 29e                        |
| 2016-2017 | 97e                      | 32e                        |

### Coupe d'Europe
- Meilleur classement général : 4e en 2010.
- Vainqueur du classement du slalom géant en 2010.
- 3 victoires.

### Championnats d'Autriche
- Champion en combiné en 2006.
- Champion en slalom géant en 2012.